# Referendum in der Republik China (Taiwan) 2018
Am 24. November 2018 fand ein Referendum in der Republik China (Taiwan) statt, bei dem sich die Wähler zu verschiedenen Fragen äußern konnten. Insgesamt konnten 10 Fragen beantwortet werden. Fünf davon befassten sich mit der Legalisierung der gleichgeschlechtlichen Ehe und verwandten Themen, drei Fragen betrafen die Energiepolitik, eine das Auftreten Taiwans bei internationalen Sportveranstaltungen und eine den Import von Nahrungsmitteln aus Japan.
Das Referendum fand parallel zu den Bürgermeisterwahlen, Landratswahlen und Wahlen zu den Kreistagen der Landkreise, sowie Kommunalwahlen statt, die als wichtiger Stimmungstest für die DPP-Regierung unter Präsidentin Tsai Ing-wen gesehen wurden.

## Hintergrund
Seit dem Jahr 2003 existiert in der Republik China (Taiwan) die gesetzliche Grundlage zur Durchführung von Referenden über Gesetzesvorlagen.
Nach dem ursprünglichen Referendumsgesetz (公民投票法) aus dem Jahr 2003 konnten Referenden dann angesetzt werden, wenn entweder der Legislativ-Yuan (das gewählte Parlament) oder mindestens 5 Prozent der Stimmberechtigten sie in Form einer Petition forderten. Vor der Durchführung musste das Referendum noch durch eine Kommission, die paritätisch aus Mitgliedern der im Legislativ-Yuan vertretenen Parteien zusammengesetzt war, begutachtet und genehmigt werden.
Bis zum Jahr 2016 besetzte die Kuomintang (KMT), die der plebiszitären Demokratie eher reserviert gegenüberstand, durchgehend die Mehrheit der Parlamentsmandate im Legislativ-Yuan. Dies änderte sich mit der Wahl 2016, bei der erstmals die Demokratische Fortschrittspartei (DPP) die absolute Mandatsmehrheit gewann. Die DPP-Regierung zeigte sich offen gegenüber Bestrebungen, kontroverse Fragen mittels direktem Volksentscheid zu klären. Am 12. Dezember 2017 verabschiedete der Legislativ-Yuan ein Gesetz, das die Schwelle für die Durchführung von Referenden deutlich erniedrigte. Das Wahlalter bei Referenden wurde von 20 auf 18 Jahre herabgesetzt. Der Schwellenwert für die erste Phase der Initiierung eines Referendums wurde von bisher 0,5 Prozent der Wahlberechtigten (entsprechend etwa 70.000 Unterschriften) auf 0,01 Prozent (entsprechend etwa 1800 Unterschriften) herabgesetzt. Für die zweite Phase waren nicht mehr wie bisher 5 Prozent (ca. 900.000), sondern nur noch 1,5 Prozent der Stimmberechtigten (280.000 Unterschriften) erforderlich. Damit ein Referendum Gültigkeit erlangte, mussten 25 Prozent der Wahlberechtigten (nicht der Wähler) mit „Ja“ stimmen. Das Gesetz enthielt auch Bestimmungen, wie Unterschriften online gesammelt werden konnten. Die Entscheidungsbefugnis, ob eine Frage für ein Referendum zugelassen werden konnte, erhielt die Zentrale Wahlkommission.

## Referendumsinitiativen
Infolge der erleichterten Möglichkeiten für die Durchführung von Referenden wurden durch die Zentrale Wahlkommission insgesamt 10 Fragen für einen Volksentscheid zugelassen (offiziell als „Fall 7“ bis „Fall 16“ bezeichnet).
Drei Referenden wurden durch die Kuomintang initiiert. Zwei befassten sich mit der Eindämmung der Luftverschmutzung durch Kohlekraftwerke (Fall 7 und Fall 8). Dazu sollte ein Baustopp für Kohlekraftwerke ausgesprochen werden – darunter insbesondere auch für das umstrittene Kohlekraftwerk Shen’ao (深澳電廠) in Neu-Taipeh – und die Stromerzeugung aus Kohle jährlich zurückgefahren werden. Das dritte Referendum verlangte die Aufrechterhaltung des Importverbots für Nahrungsmittel aus Regionen Japans, die von der Nuklearkatastrophe von Fukushima betroffen waren.
Drei Referenden (Fall 10, Fall 11, Fall 13) wurden durch die Allianz für das Glück unserer kommenden Generationen (下一代幸福聯盟, englisch Coalition for the Happiness of our Next Generation), kurz „Glücksallianz“ (幸福盟), ein Zusammenschluss verschiedener christlicher und konservativer Gruppierungen, darunter die Liga des Glaubens und der Hoffnung und die Stabilitätskraft-Allianz, veranlasst. Die drei Referenden richteten sich gegen die Legalisierung der gleichgeschlechtlichen Ehe und gegen Themen wie Homosexualität und Sexualkunde im Unterricht an Schulen. Für gleichgeschlechtliche Partner wurde effektiv eine Art Eingetragene Partnerschaft vorgeschlagen.
Zwei Referenden (Fall 14 und Fall 15) wurden durch LBTG-Interessengruppen initiiert und hatten die Legalisierung der gleichgeschlechtlichen Ehe zum Ziel.
Ein Referendum (Fall 13), das von der Formosa-Allianz initiiert wurde, zielte darauf, dass sich Taiwan bei künftigen internationalen Sportveranstaltungen nicht mehr wie bisher unter dem Namen „Chinesisch Taipeh“, sondern unter dem Namen „Taiwan“ bewerben solle. Dieses Referendum wurde durch die offizielle Organisation taiwanischer Olympioniken (Chinese Taipei Olympians Association, CTOA) explizit abgelehnt, da befürchtet wurde, dass Taiwan in diesem Fall auf Betreiben der Volksrepublik China vollständig von internationalen Sportveranstaltungen ausgeschlossen werden könnte.
Ein Referendum (Fall 16) richtete sich gegen den von der Regierung mit Stichdatum 2025 beschlossenen Atomausstieg.
Hinsichtlich der Rechtsverbindlichkeit der Referenden merkte der taiwanische Rechtsanwalt Lu Chiou-yuan (呂秋遠) kritisch an, dass von den 10 Fragen 9 keine bindende Wirkung hätten. Die Regierung sei in diesen Fällen nicht gezwungen, dem Referendumsvotum zu folgen. Die Referenden seien daher für ihn im Wesentlichen eine 1,5 Milliarden NT$ (42,8 Mio. Euro) teure Meinungsumfrage. Das einzige rechtlich bindende Referendum sei Fall 16, die Frage nach der Aufhebung des Stichdatums zum Atomausstieg, bei dem die Wähler konkret nach der Aufhebung eines Gesetzesartikels gefragt würden.

## Die 10 gestellten Fragen
Die gestellten Fragen waren die folgenden:

「(一)   第7案：你是否同意以「平均每年至少降低1%」之方式逐年降低火力發電廠發電量？」

„(1) Fall 7: Stimmen Sie zu, die von Wärmekraftwerken erzeugte Strommenge von Jahr zu Jahr um durchschnittlich mindestens 1 % pro Jahr zu reduzieren?"“

「(二)   第8案：您是否同意確立「停止新建、擴建任何燃煤發電廠或發電機組（包括深澳電廠擴建）」之能源政策？」

„(2) Fall 8: Stimmen Sie zu, dass die Energiepolitik dahin ausgerichtet sein sollte, dass sie „den Bau und Ausbau von Kohlekraftwerken oder Generatoren (einschließlich des Ausbaus des Kraftwerks Shen’ao) nicht zulässt“?“

「(三)   第9案：你是否同意政府維持禁止開放日本福島311核災相關地區，包括福島與周遭4縣市（茨城、櫪木、群馬、千葉）等地區農產品及食品進口？」

„(3) Fall 9: Stimmen Sie zu, dass die Regierung das Verbot des Imports von Agrarprodukten und Nahrungsmitteln aus Gebieten Japans, die von der Nuklearkatastrophe von Fukushima vom 11. März 2011 betroffen waren, d. h. Fukushima und die umliegenden vier Präfekturen (Ibaraki, Tochigi, Gunma, Chiba) weiter aufrecht erhält?“

「(四)   第10案：你是否同意民法婚姻規定應限定在一男一女的結合？」

„(4) Fall 10: Stimmen Sie zu, dass zivilrechtlich eine Ehe nur zwischen einem Mann und einer Frau geschlossen werden sollte?“

「(五)   第11案：你是否同意在國民教育階段內（國中及國小），教育部及各級學校不應對學生實施性別平等教育法施行細則所定之同志教育？」

„(5) Fall 11: Stimmen Sie zu, dass das Bildungsministerium und die einzelnen Schulen keine Lehrinhalte mit Bezug auf Homosexualität, so wie sie im Gesetz über die Erziehung zur Geschlechtergerechtigkeit festgelegt wurden, unterrichten sollen?“

「(六)   第12案：你是否同意以民法婚姻規定以外之其他形式來保障同性別二人經營永久共同生活的權益？」

„(6) Fall 12: Stimmen Sie zu, dass die Rechte von dauerhaft zusammen lebenden gleichgeschlechtlichen Personen in einer anderen Form als der zivilrechtlichen Ehe geschützt werden sollen?“

「(七)   第13案：你是否同意，以「台灣」（Taiwan）為全名申請參加所有國際運動賽事及2020年東京奧運？」

„(7) Fall 13: Stimmen Sie zu, dass sich Taiwan bei internationalen Sportveranstaltungen, einschließlich der Sommerolympiade 2020 in Tokio unter dem vollen Namen „Taiwan“「台灣」bewirbt?“

「(八)   第14案：您是否同意，以民法婚姻章保障同性別二人建立婚姻關係？」

„(8) Fall 14: Stimmen Sie zu, dass die zivilrechtlichen Ehebestimmungen dahingehend geändert werden sollten, dass gleichgeschlechtliche Paare das Recht erhalten eine Ehe einzugehen?“

「(九)   第15案：您是否同意，以「性別平等教育法」明定在國民教育各階段內實施性別平等教育，且內容應涵蓋情感教育、性教育、同志教育等課程？」

„(9) Fall 15: Stimmen Sie zu, dass die Erziehung zur Geschlechtergerechtigkeit, wie sie im Gesetz zur Gleichstellung der Geschlechter festgelegt ist, auf allen Stufen der nationalen Bildung gelehrt werden soll und dass eine solche Erziehung auch die Themen emotionale Aufklärung, Sexualkundeunterricht, schwule und lesbische Sexualität umfassen sollte?“

「(十)   第16案：您是否同意：廢除電業法第95條第1項，即廢除「核能發電設備應於中華民國一百十四年以前，全部停止運轉」之條文？」

„(10) Fall 16: Stimmen Sie zu, dass Absatz 1 von Artikel 95 des Elektrizitätswirtschaftsgesetzes, der festlegt, dass „alle Kernenergieanlagen ihren Betrieb bis 2025 einzustellen haben“, aufgehoben werden soll?“

## Ergebnisse
Bei der Abstimmung waren 19.757.067 Personen abstimmungsberechtigt.
| Nr.                             | Frage                                                              | Ja        | Ja    | Nein      | Nein  | Ungültig Leer | Gesamt     | Beteiligung | Ergebnis |
| Nr.                             | Frage                                                              | Zahl      | %     | Zahl      | %     | Ungültig Leer | Gesamt     | Beteiligung | Ergebnis |
| ------------------------------- | ------------------------------------------------------------------ | --------- | ----- | --------- | ----- | ------------- | ---------- | ----------- | -------- |
| 7                               | Reduzierung der Strommenge aus thermischen Kraftwerken             | 7.955.753 | 79,04 | 2.109.157 | 20,96 | 715.140       | 10.780.050 | 54,56       | Ja       |
| 8                               | Kein Ausbau alter und keine neuen Kohlekraftwerke                  | 7.599.267 | 76,41 | 2.346.316 | 23,59 | 823.945       | 10.769.528 | 54,51       | Ja       |
| 9                               | Kein Import von Nahrungsmitteln aus der Fukushima-Region           | 7.791.856 | 77,74 | 2.231.425 | 22,26 | 756.041       | 10.779.322 | 54,56       | Ja       |
| 10                              | Ehe nur zwischen Mann und Frau                                     | 7.658.008 | 72,48 | 2.907.429 | 27,52 | 459.508       | 11.024.945 | 55,80       | Ja       |
| 11                              | Keine Sexualerziehung und Erziehung über Homosexualität an Schulen | 7.083.379 | 67,44 | 3.419.624 | 32,56 | 507.101       | 11.010.104 | 55,73       | Ja       |
| 12                              | Zivile Partnerschaft und keine Ehe für gleichgeschlechtliche Paare | 6.401.748 | 61,12 | 4.072.471 | 38,88 | 540.757       | 11.014.976 | 55,75       | Ja       |
| 13                              | Bewerbung als „Taiwan“ bei internationalen Sportveranstaltungen    | 4.763.086 | 45,20 | 5.774.556 | 54,80 | 505.153       | 11.042.795 | 55,89       | Nein     |
| 14                              | Gleichgeschlechtliche Ehe                                          | 3.382.286 | 32,74 | 6.949.697 | 67,26 | 608.484       | 10.940.467 | 55,37       | Nein     |
| 15                              | Erziehung zur Geschlechtergleichheit an Schulen                    | 3.507.665 | 34,01 | 6.805.171 | 65,99 | 619.001       | 10.931.837 | 55,33       | Nein     |
| 16                              | Kein zwingender Atomausstieg im Jahr 2025                          | 5.895.560 | 59,49 | 4.014.215 | 40,51 | 922.960       | 10.832.735 | 54,83       | Ja       |
| Quelle: Zentrale Wahlkommission |                                                                    |           |       |           |       |               |            |             |          |

Bei allen 10 Referendumsfragen stimmten jeweils mehr als 25 % der Wahlberechtigten entweder mit „Ja“ oder „Nein“, so dass alle Referenden formal gültig waren. Die Wähler stimmten für die weitere Reduktion von thermischen Kraftwerken und gegen den zwingenden Atomausstieg im Jahr 2025. Sie stimmten gegen die gleichgeschlechtliche Ehe, gegen die Sexualerziehung und Unterricht über Homosexualität als verpflichtendes Unterrichtsthema an Schulen, sowie für eine eingetragene Partnerschaft anstelle einer Ehe für gleichgeschlechtliche Paare. Die Bewerbung unter dem Namen „Taiwan“ bei internationalen Sportveranstaltungen wurde abgelehnt.